# 韋斯特豪特49
韋斯特豪特49也稱為W49，是銀河系的一個有著強熱電波源特徵的氫離子區。它是加特·韋斯特豪特在1958年發現的。
它的距離估計約為11,100秒差距或36,000光年。它位於銀河系平面上，與銀河系中心的距離大約與太陽相同。與巨大的氫離子區NGC 3603比較，其距離只有6,900秒差距。已經發現的非熱輻射，被認為是來自一個古老的超新星殘骸，也已經檢測到氣態分子流出以及H2O（水）邁射，但尚未發現光學對應物。雖然這部分是由於星際吸收，但在銀河系平面上如此遠距離的任何恆星緊密聚集，一般都與背景幾乎沒有區別。
2014年發表的一項研究，使用了VLT與其它儀器，表明在這個恆星形成區域的中心星團中存在一顆非常大的恆星。所述恆星的參數（“W49nr1，也稱為[WBB2016] 1”）到目前為止的約束性很差，但是估計的光度是太陽的幾百萬倍，初始質量在100到180太陽質量之間，甚至可能更多。因此將它列入最亮和質量最大的恆星表中。位於該區的另一顆恆星，[WBB2016] 2，質量為250太陽質量，也是已知最明亮和質量最大的恆星之一。

## 外部連結
- 维基共享资源上的相關多媒體資源：韋斯特豪特49